# Für Elise
"Für Elise" (tyska för "Till Elise") är ett välkänt pianostycke av Ludwig van Beethoven, troligtvis skrivet kring år 1810 och första gången publicerad 1859 (alternativt 1865 eller 1867). Den officiella titeln är "Bagatelle No. 25 A-Moll, WoO 59".

## Historia

### Bakgrund
Verket komponerades troligen 27 april 1810. Vid denna tid kunde den då 39-årige Beethoven fortfarande höra några ljud och röster, men hans hörsel blev stadigt sämre. Hörseln var något bättre i de högre registren, vilket kan vara anledningen till att stycket skrevs i diskantregistret. Den högsta noten i kompositionen är ett tvåstruket E, två oktaver över C.
Den officiella titelns "Bagatelle" syftar på ett kort och "sött" musikstycke. Melodin har dock blivit känt som "Für Elise", efter texten överst på manuskriptets förstasida – egentligen en dedikation.
Varken Beethovens studenter eller nutida forskare är helt säkra på vem "Elise" egentligen var. En populär teori menar att titeln skulle åsyfta en kvinna vid namn Therese Malfatti von Rohrenbach zu Dezza (1792–1851), som var dotter till en wiensk handelsman vid namn Jacob Malfatti von Rohrenbach (1769–1829). Beethoven friade till Therese år 1810, men hon tackade nej och gifte sig senare med den österrikiske statsmannen Wilhelm von Droßdik (1771–1859).
När stycket publicerades för första gången år 1859, hade notbladen hunnit bli ganska slitna. Detta i kombination med Beethovens slarviga handstil ledde förmodligen till feltolkningen av titeln. I boken Why Beethoven menar författaren Norman Lebrecht att feltolkningen kom till när den pensionerade läraren Babette Bredl från München 1866 högläste ur manuskriptet för den besökande akademikern Ludwig Nohl. Bredl ska då ha tänkt på sitt eget barnbarn vid namn Elizabeth men kallad "Elise". Bredl ägde manuskriptet, förvärvad genom sonen som varit vän till Malfatti. Med Bredls samtycke lät Nohl publicera manuskriptet i sin volym Neue Briefe Beethovens två år senare.